# Escalerillas
Escalerillas es una comunidad mexicana dedicada a la cantería localizada al extremo poniente de la Zona Metropolitana de San Luis Potosí a 5 kilómetros de la mancha urbana en dirección de la carretera a Guadalajara.

## Localización y accesos
Los ranchos de Insurgentes, Mesa de conejos, Pilitas, Escalerillas, Casa Blanca, La Maroma y Pozuelos, del ejido Escalerillas, se encuentran, en ese orden, sobre la carretera federal número 80 que va de San Luis Potosí a Guadalajara, entre los kilómetros 7 y 15, o por la carretera federal número 70 que conduce a Aguascalientes.
En el trayecto por la carretera que conduce a los diferentes ranchos del ejido podemos apreciar las piezas que cada taller exhibe y ofrece. Durante años ésta ha sido la forma de dar a conocer su trabajo, ya que los viajeros suelen detenerse a comprar las piezas. Con el tiempo, los artesanos recibieron pedidos de particulares, llegándose a dar el caso de solicitarles algún diseño para fuentes o balcones.
Escalerillas se localiza en el Municipio San Luis Potosí del Estado de San Luis Potosí México y se encuentra en las coordenadas GPS:
Longitud (dec): -101.076667
Latitud (dec): 22.111111La localidad se encuentra a una mediana altura de 1950 metros sobre el nivel del mar.

## Obras
Las principales obras realizadas para la ciudad de San Luis van desde la imagen de la Sagrada Familia en la fachada de la iglesia de Lomas, hasta la participación multitudinaria de pobladores del ejido en la restauración del centro histórico: la casa de telégrafos, el suministro del adoquín para algunas calles y de nuevas edificaciones. Tal participación ha generado la coordinación entre las familias, de manera que unos se dedican a la elaboración de las piezas de ornato y otros a los elementos de fachadas y cornisas. Algunos de los talleres de renombre son los de Ramón Rivera Bravo, Felipe Moreno Galván y Juan José Moreno Bravo. El primero es mayormente conocido por el labrado de piezas y los dos últimos por haber tomado parte en obras de importancia en San Luis, Saltillo, Monterrey y Piedras Negras.
Localización de Colonia Insurgentes
Colonia Insurgentes se localiza en el Municipio San Luis Potosí del Estado de San Luis Potosí México y se encuentra en las coordenadas GPS:
Longitud (dec): -101.049444
Latitud (dec): 22.118333
La localidad se encuentra a una mediana altura de 2100 metros sobre el nivel del mar.
Población en Colonia Insurgentes
La población total de Colonia Insurgentes es de 545 personas, de cuales 277 son masculinos y 268 femeninas.
Edades de los ciudadanos
Los ciudadanos se dividen en 271 menores de edad y 274 adultos, de cuales 18 tienen más de 60 años.
Habitantes indígenas en Colonia Insurgentes
6 personas en Colonia Insurgentes viven en hogares indígenas. Un idioma indígena hablan de los habitantes de más de 5 años de edad 3 personas. El número de los que solo hablan un idioma indígena pero no hablan mexicano es 0, los de cuales hablan también mexicano es 3.
Estructura social
Derecho a atención médica por el seguro social, tienen 239 habitantes de Colonia Insurgentes.
Estructura económica
En Colonia Insurgentes hay un total de 115 hogares.
De estos 112 viviendas, 8 tienen piso de tierra y unos 10 consisten de una sola habitación.79 de todas las viviendas tienen instalaciones sanitarias, 1 son conectadas al servicio público, 107 tienen acceso a la luz eléctrica.La estructura económica permite a 4 viviendas tener una computadora, a 50 tener una lavadora y 102 tienen una televisión.Educación escolar en Colonia InsurgentesAparte de que hay 15 analfabetos de 15 y más años, 3 de los jóvenes entre 6 y 14 años no asisten a la escuela.De la población a partir de los 15 años 15 no tienen ninguna escolaridad, 173 tienen una escolaridad incompleta. 80 tienen una escolaridad básica y 34 cuentan con una educación post-bósica.
Un total de 22 de la generación de jóvenes entre 15 y 24 años de edad han asistido a la escuela, la mediana escolaridad entre la población es de 7 años.

## Educación y Cultura
Educación escolar en Escalerillas
Aparte de que hay 155 analfabetos de 15 y más años, 79 de los jóvenes entre 6 y 14 años no asisten a la escuela.
De la población a partir de los 15 años 152 no tienen ninguna escolaridad, 1492 tienen una escolaridad incompleta. 699 tienen una escolaridad básica y 332 cuentan con una educación post-bósica.
Un total de 152 de la generación de jóvenes entre 15 y 24 años de edad han asistido a la escuela, la mediana escolaridad entre la población es de 7 años.
La comunidad de Escalerillas, cuenta con distintas entidades educativas, tales como: Jardìn de Niños, Escuelas de Educación Primaria, una Escuela Secundaria Técnica no. 44, una Telesecundaria, una Escuela Preparatoria "José Mariano Jiménez" y recientemente un CECYTE (Colegio de Estudios Científicos y Tecnológicos). Además cuentan con una Biblioteca Pública Municipal "Juan José Arreola".
Población en Escalerillas
La población total de Escalerillas es de 4422 personas, de cuales 2202 son masculinos y 2220 femeninas.Edades de los ciudadanos
Los ciudadanos se dividen en 2074 menores de edad y 2348 adultos, de cuales 241 tienen más de 60 años.
Habitantes indígenas en Escalerillas
6 personas en Escalerillas viven en hogares indígenas. Un idioma indígena hablan de los habitantes de más de 5 años de edad 1 personas. El número de los que solo hablan un idioma indígena pero no hablan mexicano es 0, los de cuales hablan también mexicano es 1.
Estructura social
Derecho a atención médica por el seguro social, tienen 2539 habitantes de Escalerillas.
Estructura económica
En Escalerillas hay un total de 904 hogares.
De estos 866 viviendas, 27 tienen piso de tierra y unos 72 consisten de una sola habitación.
610 de todas las viviendas tienen instalaciones sanitarias, 120 son conectadas al servicio público, 840 tienen acceso a la luz eléctrica.
La estructura económica permite a 24 viviendas tener una computadora, a 393 tener una lavadora y 784 tienen una televisión.